# Sani Abacha Stadium
Sani Abacha Stadium – wielofunkcyjny stadion w mieście Kano w Nigerii.
Najczęściej używany jest jako stadion piłkarski, a swoje mecze rozgrywa na nim drużyna Kano Pillars FC. Stadion może pomieścić 25 tysięcy widzów.